# Monte Alegre de Sergipe
Monte Alegre de Sergipe é um município brasileiro do estado de Sergipe. Está localizado no Sertão Sergipano.

## História
As terras que hoje abrangem Monte Alegre de Sergipe, a 145 quilômetros de Aracaju, pertenciam a Porto da Folha, município colonizado por Tomás Bermudes. Diz a tradição que o primeiro núcleo populacional que deu origem ao povoado foi fundado no final do século XIX, em uma fazenda localizada às margens da estrada que liga Nossa Senhora da Glória a Porto da Folha.
A história de Monte Alegre de Sergipe, como de todo Alto Sertão Sergipano, está atrelada à criação de gado bovino, de forma que no passado, no período colonial, muitos entradistas desbravaram o sertão sergipano através do Rio São Francisco em busca de riquezas minerais. E assim se estabeleceram e, graças às doações de sesmaria recebidas, trouxeram o gado, tornando-se grandes latifundiários. Essas propriedades eram sempre administradas por vaqueiros e sua remuneração era através da quarteação, isto é, um quarto dos bezerros e potros que nasciam. O sertão, onde o clima semiárido é típico, sempre foi vítima de secas prolongadas, o que, adicionado à ausência do Estado, levou os sertanejos a se aventurarem em diversas regiões do país, principalmente para os centros urbanos em busca de trabalho e melhores condições de vida. Esse deslocamento em massa, chamado de êxodo rural, foi motivado também pela concentração de terras, mecanização no campo e industrialização do Sudeste, o que atraiu muitos nordestinos, sobretudo para a cidade de São Paulo . Essa região dos “currais”, como denomina o autor, também foi alvo do cangaço, grupo de cangaceiros armados por vezes liderados por Virgulino Ferreira da Silva, vulgo Lampião (morto em 28 de julho de 1938, em Poço Redondo, município vizinho) que assustavam os moradores da região. Esse foi um fator que chegou a despovoar muitas localidades.
Mas foi no final do século XIX, segundo a tradição, que originou o primeiro núcleo populacional, às margens de uma estrada carroçável que ligava os municípios de Pão de Açúcar, Porto da Folha e Nossa Senhora da Glória, este último do qual o pequeno povoado veio fazer parte a partir de 1932. E foi assim que muitas pessoas chegaram e se fixaram na região. A cidade, por ter sido formada em uma área de encontro de viajantes de várias regiões, é constituída de forma heterogênea, mas principalmente por pessoas dos municípios de Porto da Folha, Aquidabã e Carira e outros baianos e mais recentemente por pernambucanos, de acordo com populares e conhecedores da história.  Esse ponto de encontro era realizado embaixo de uma grande árvore frondosa, numa encruzilhada, segundo o professor Eloy, nas proximidades da atual Praça Deputado Passos Porto, ao lado da casa de José Inácio de Farias, fundador da cidade, proprietário das terras que atualmente comportam a sede municipal, no qual foi realizada a primeira feira livre de Monte Alegre. Em 29 de Janeiro de 1929 foi abatido um carneiro, um porco e um boi. E assim, durante todos os domingos a feira foi realizada, com a comercialização de carnes  e outros itens agrícolas e por meio da troca de queijo – produto típico da região – por tecido. Essa prática era bastante corriqueira, uma vez que muitas pessoas da época viviam do escambo de produtos. O tecido era procedente de Porto da Folha e era trazido no “lombo” dos burros. E o queijo era trazido da Lagoa dos Bichos e de Monte Alegre Velho.
Outro produto da época, presente na culinária nos dias de hoje, mas que não tinha valor de troca era o requeijão de fazenda ou requeijão do sertão. As pessoas que faziam eram aquelas mais abastadas onde conseguiam obter uma quantidade de leite considerável para produzi-lo e ele era usado como presente que os afilhados davam aos padrinhos de batismo na Semana Santa.
Na agricultura da época, o solo era cultivado para plantar milho, feijão, mandioca e algodão entre outros, estes dois primeiros ainda presentes atualmente. Nessa época existiam poucas casas, no entanto já havia certo arruamento. A primeira construção religiosa foi erguida em frente ao que hoje é a prefeitura.
A existência desses produtos - o queijo e o requeijão do sertão - demonstra a típica presença do gado trazido pelos colonizadores e desbravadores que foi se distanciando do litoral devido ao plantio da cana-de-açúcar, no período colonial, de acordo com Andrade (2005) e fortalece a ideia de que a toponímia do município está relacionada à influência de grandes proprietários de terra e criadores de gado bovino, margeando os afluentes do Rio São Francisco. Seu nome foi inspirado numa fazenda de Antônio Machado Cabelê, que se chamava Monte Alegre. Ele se reuniu com outros fazendeiros e decidiram nomear a nova povoação de Monte Alegre, porque no local existia um pequeno monte considerado bonito e alegre. A partir daí sua fazenda passou a ser conhecida como Monte Alegre Velho.
Algo de grande importância em que, ao falar da história da cidade, os mais velhos sempre se recordam com lembranças dos tempos em que eram jovens, era o famoso “Tanque Velho” que segundo eles havia sido construído por alguns fazendeiros donos de terras em uma área comum no intuito de abastecer a população local bem como ser utilizado para o gado nas épocas em que as chuvas eram escassas. As crianças brincavam e se divertiam enquanto as mulheres lavavam roupas. Com o crescimento da cidade o açude foi intensamente degradado e hoje encontra-se aterrado servindo de terrenos para a construção de casas.
Através de alguns registros conta-se que o primeiro habitante da região foi o baiano de Jeremoabo, Januário da Costa Farias, que fugira do seu município por ser discípulo de Antônio Conselheiro e está sendo jurado de morte. O seu filho, José Inácio de Farias, é tido como fundador do município. Ele foi responsável por doar terras para a construção de casas onde atualmente situa-se a cidade.
Monte Alegre fez parte do município de Porto da Folha até 1932, quando então passou a pertencer a Nossa Senhora da Glória. Em 1940, era um pequeno povoado, com menos de 80 casas. Em 25 de novembro de 1953, com o discurso de incrementar o progresso de algumas regiões, a Lei estadual nº 525-A criou mais 19 municípios, entre os quais estava incluído Monte Alegre de Sergipe. A partir daí o povoado foi elevado à categoria de cidade. O  município foi solenemente instalado no dia 31 de janeiro de 1955, quando foi empossado o primeiro prefeito, Antônio José de Santana, e constituída, também, sua primeira Câmara Municipal, composta por cinco vereadores.
Com a morte de sua filha, José Inácio decidiu enterrar o corpo em frente à sua casa, onde construiu uma capela para fazer orações. E neste mesmo local foi enterrado seu filho bem como seu próprio corpo e o de sua esposa aonde ainda hoje se encontra, entre o altar e a sacristia da atual igreja católica. Essa capela foi construída no sentido norte. Muitos anos depois, com a cidade emancipada, na administração do prefeito Edmilson Canuto Pereira, quarto prefeito do município, por intermédio do Padre Leon Gregório, foi construída no mesmo local, sobre as ruínas da antiga  capela, uma igreja. Esta, porém, maior, devido à necessidade de comportar um maior número de pessoas.

### Prefeitos
Antônio José de Santana (1955-1959 e 1964-1967); José Rodrigues da Silva (1960-1963 e 1968-1971); Edmilson Canuto Pereira; Jason Joaquim de Santana; Manoel Correia Neto; Osmar Rodrigues Farias (1989-1992 e 2001-2004); Antônio Fernandes Rodrigues Santos (1993-1996 e (2013-2016); José Correia Filho (1997-2000); João Vieira de Aragão (2005-2008 e 2009-2012); e Marinez Silva Pereira Lino (2017-2020).

## Geografia
Monte Alegre de Sergipe (a sede municipal) está posicionado em uma latitude -10.02° Sul e a uma longitude -37.56° Oeste, no noroeste do estado de Sergipe, na Microrregião Sergipana do Sertão do São Francisco e Mesorregião do Sertão Sergipano. A cidade de Monte Alegre dista 113km da capital Aracaju, em linha reta e 146km por rodovia. Já a distância, em linha reta, para a capital federal, Brasília é de 1296km, e por rodovia, 1733km.
O seu território municipal apresenta uma maior extensão no sentido leste e oeste e de menor dimensão no sentido norte e sul. Seu ponto extremo norte fica na curva do Riacho de Baixo, na divisa com Porto da Folha, próximo ao Povoado Vaca Serrada. Seu ponto extremo sul fica na divisa com Glória e Pedro Alexandre, próximo ao povoado Lagoa das Areias. Já seu ponto extremo oeste está situado na divisa com Poço Redondo e Bahia, local onde o Riacho do Cachorro adentra no território baiano. E seu extremo leste situa-se na curva do Riacho Capivara, na divisa com Glória e Porto da Folha e próximo a Gararu. A distância em linha reta entre os extremos sul e norte totaliza 26,7km e entre os extremos leste e oeste totaliza 44,4km. Sua sede municipal está em uma altitude de cerca de 265m. O ponto mais alto do município localiza-se em sua porção oeste, nas nascentes dos rios dos Pintos e Aventura, com 390 metros de altitude e o ponto de menor altitude do município é de 120 metros, às margens do Riacho Capivara, próximo ao povoado Lagoa do Roçado. Já sua altitude média, que é a média entre os dez pontos mais baixos e os dez pontos mais altos do território municipal, é de 247 metros. Os municípios vizinhos e sua posições fronteiriças poderão ser vistas logo abaixo.

## Localização
| Noroeste: Poço Redondo                              | Norte: Porto da Folha        | Nordeste: Porto da Folha                        |
| Oeste: Pedro Alexandre                              |                              | Leste: Porto da Folha e Nossa Senhora da Glória |
| Sudoeste: Nossa Senhora da Glória e Pedro Alexandre | Sul: Nossa Senhora da Glória | Sudeste: Nossa Senhora da Glória                |

## Hidrografia

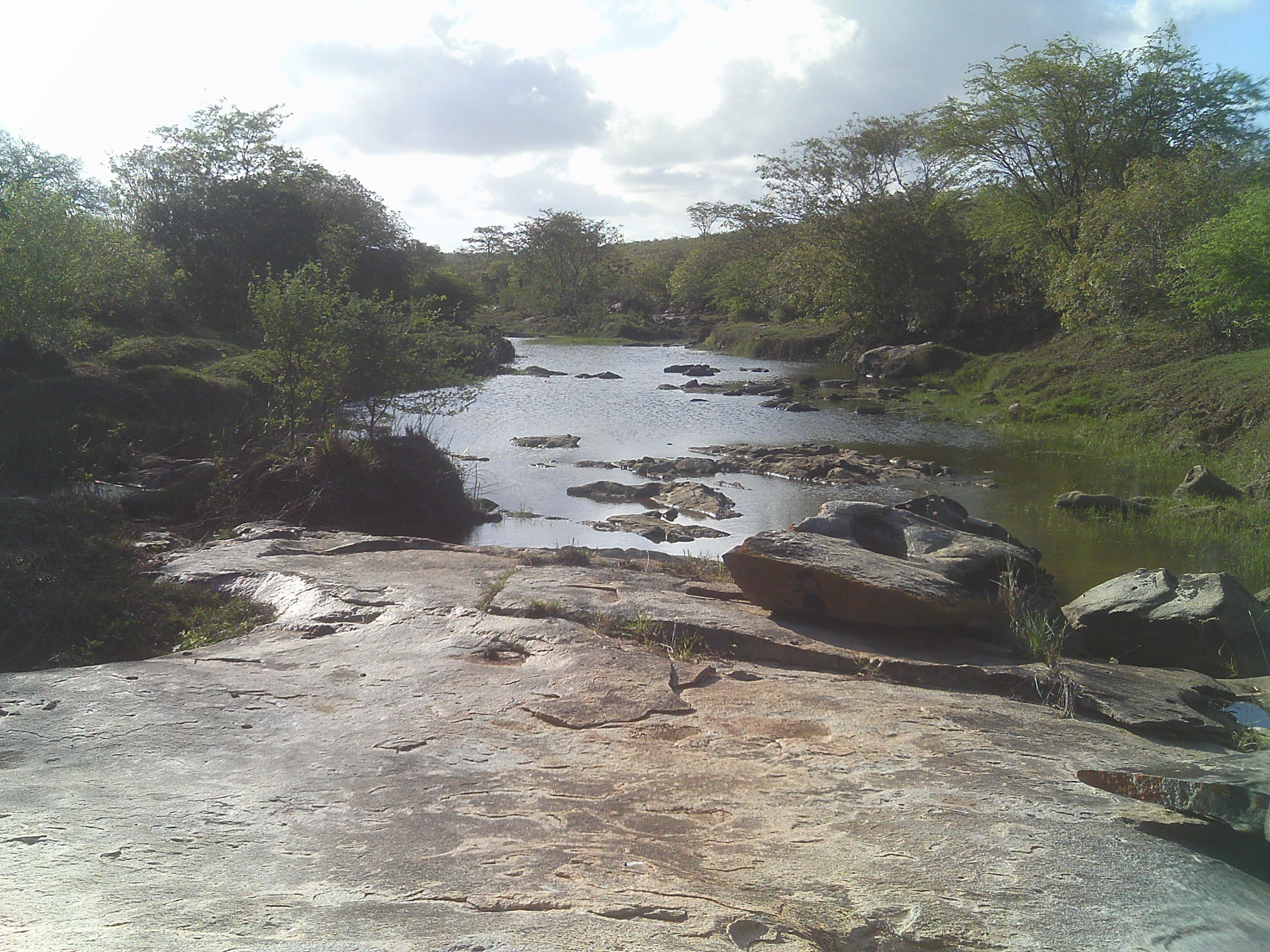
Riacho Capivara, na divisa entre Glória e Monte Alegre

O município está inserido na Bacia Hidrográfica do Rio São Francisco, e mais especificamente na sub-bacia do Rio Capivara, esta que possui 1.897,7 km² (8,65% do território estadual). Seu território municipal é drenado por vários rios intermitentes, dentre eles destacam-se os Riachos da Pedra, dos Pintos, Aventura, Pica Pau, de Baixo, Lajeado e Cajazeiras além do Riacho do Cachorro e Capivara, os mais extensos, sendo que este último recebe as águas de todos os outros. Observando o mapa municipal estatístico de Monte Alegre, disponibilizado pelo IBGE, percebe-se que o Riacho Capivara nasce nas proximidades da localidade rural de Monte Santo, na divisa de Glória e Monte Alegre, percorre grande trecho dividindo esses dois municípios e mais à frente banha Nossa Senhora da Glória e Gararu onde deságua no Velho Chico, em Porto da Folha, próximo ao povoado Ilha do Ouro. Além desses cursos fluviais serem importantes como limites naturais municipais também atuam na modelagem do relevo através dos processos de erosão e sedimentação. No passado, às margens do Velho Chico e de seus afluentes, desenvolveu-se uma agricultura responsável pela subsistência de pequenos agricultores sertanejos.

## Clima
Predomina o clima semi-árido caracterizado por chuvas irregulares durante o ano e um índice pluviométrico com uma média de 653mm anuais, que é considerada como uma das menores em Sergipe (LIMA, 2005). Nesta porção do estado – a Noroeste – as chuvas iniciam no mês de abril até julho, havendo uma relação entre o deslocamento meridional e a intensidade da Zona de Convergência Intertropical (ZCIT). Essa região semi-árida apresenta uma considerável amplitude térmica, um vez que, a temperatura pode ultrapassar 40° ao dia e atinge 20° ou menos à noite, fato esse relacionado a sua localização geográfica relativamente distante do mar e por está disposto em altitudes significativas, quando comparado com a média do estado.
Devido a certas peculiaridades climáticas, algo típico em grande porção do Nordeste, é a estiagem que pode durar meses ou até anos, fenômeno que não possui regularidade, contudo torna-se imprevisível, o que acarreta sérios danos à safra de milho e feijão, atividades importantes para a região como também prejudica a criação de gado. Este fenômeno, de acordo com França e Cruz (2007), está vinculado a causas internas e externas. As causas internas são condicionadas pela topografia e reflexibilidade da crosta terrestre em coluna de ar sobre a região. A influência oceânica e a baixa latitude também são outras variáveis que condicionam este clima. As causas externas estão relacionada ao fenômeno do El Niño que é responsável pela variação térmica e de pressão no Atlântico e Pacífico pelo fortalecimento dos Alísios de SE, que afastam a ZCIT para o norte do Equador, causando a seca no Nordeste brasileiro.

## Geologia e Geomorfologia
Sua geologia é formada pela faixa de dobramentos sergipana do domínio Macururé, aonde é comum encontrar afloramentos de granitoides, metassedimentos, migmatitos e rochas de natureza vulcano sedimentar (FRANÇA E CRUZ, 2007).

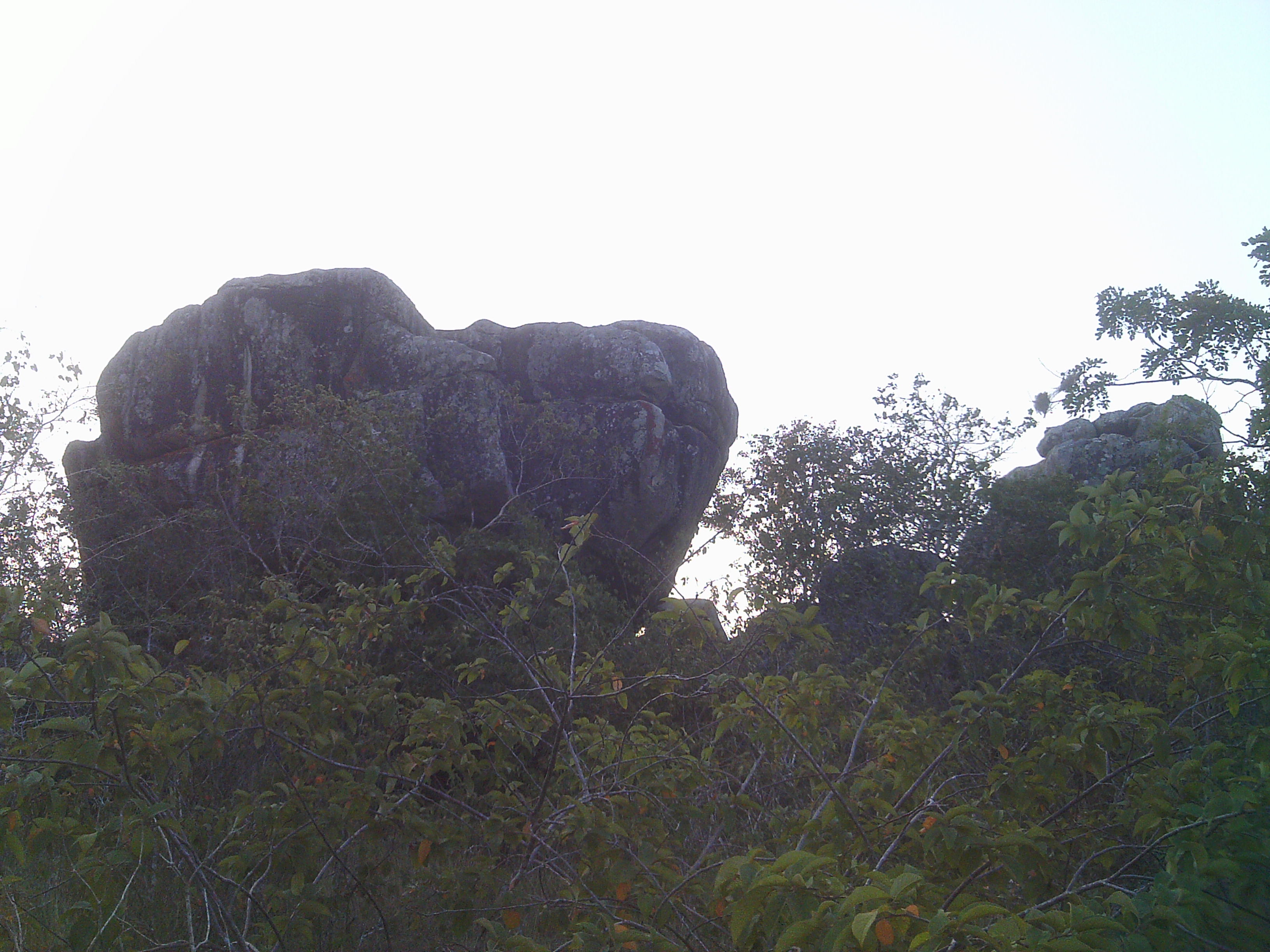
"Pedra" do Negro (típica formação granítica da região)

 O município está situado na unidade geomorfológica do Pediplano Sertanejo o qual teve formação decorrente da pediplanação da área marcada pela erosão fluvial onde é comum, em alguns municípios, encontrar alguns morros residuais que resistiram a esse processo, como é o caso da Serra Negra, o ponto mais alto do estado de Sergipe, com 750 metros de altitude, no município de Poço Redondo, na divisa com a Bahia. Essa formação condiciona a drenagem dos cursos fluviais no sentido leste-oeste (predominantemente). Desse modo, é nesta serra e/ou nas suas proximidades onde muitos rios, que drenam a paisagem montealegrense e de outros municípios, possuem suas nascentes. Sua declividade está levemente inclinada em função do nível de base local do rio São Francisco, formando, desta forma, a área de drenagem constituindo a bacia hidrográfica desse mesmo nome.

## Riqueza paleontológica: preguiça gigante e mastodonte
Em 1980 foi encontrado, nas proximidades do povoado Lagoa do Roçado, no município de Monte Alegre, fósseis de um preguiça gigante (Eremotherium) e de um mastodonte (Haplomastodon), animais que faziam parte da fauna pleistocênica. Os locais da coleta foram denominados Cacimba 1 e Cacimba 2. Fósseis desses tipos de animais também foram encontrados nos municípios de Canhoba, Poço Redondo, Gararu, Aquidabã e Simão Dias.

## Vegetação
Outro aspecto condicionado pelos fatores climáticos típicos do semiárido sergipano é a vegetação, presente sob o domínio da caatinga hipoxerófila, formada por vegetação arbustiva e arbórea com considerável densidade, com a presença de cactáceas que persiste em meio à estiagem prolongada graças a diversas características adaptativas como a existência de pequenas folhas ou a substituição destas por espinhos. A aroeira, baraúna, juazeiro, mandacaru, jurema, angico, imburana, umbuzeiro, quixabeira, pau-caixão, caatingueira são algumas das mais conhecidas as quais estão presentes na vida cultural do sertanejo na obtenção de medicamentos, madeira, combustível e inclusive destinada à alimentação do gado, principalmente em período de escassez de chuva, como é o caso do mandacaru, da macambira e outras cactáceas.

## Aspectos Urbanos e Rurais

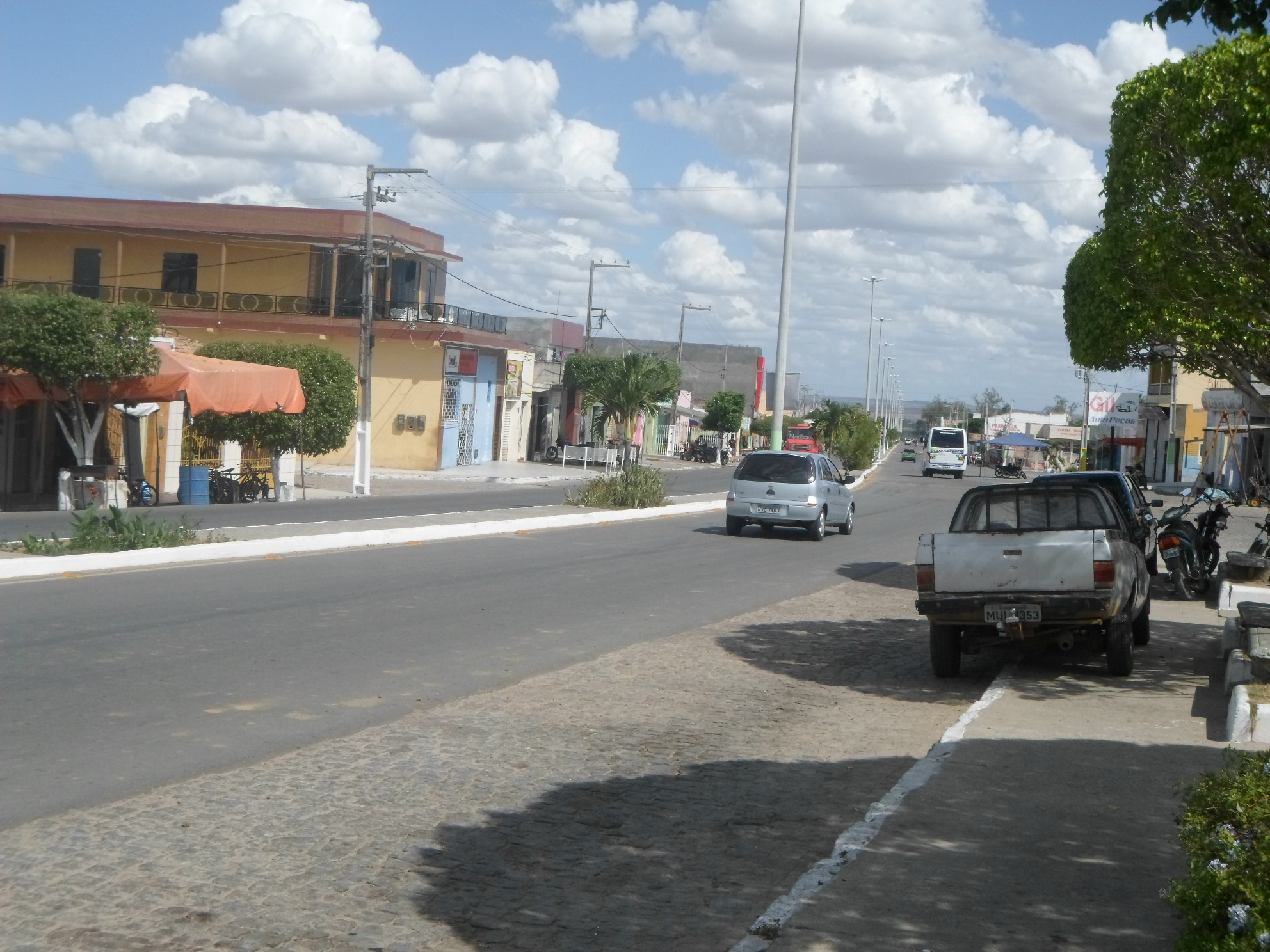
Avenida Manoel Elígio da Mota

Segundo dados do censo demográfico de 2010, possui 13.627 habitantes (a estimativa para o ano de 2021 mostra uma população de 15.315) sendo que sua área territorial é de 386,906 km² (1,76% do território estadual) e uma densidade demográfica de 39,5 habitantes/km² (2021), concentrando mais da metade na área urbana, às margens da SE 206, com 59% e 41 % na zona rural (Censo Demográfico de 2010), o que mostra a grande relação de dependência do município com as atividades agropecuárias.
Como pode ser visto nos dados do IBGE, Censo de 2010, tanto a população urbana quanto a população rural continuam crescendo. A sede municipal apresenta uma tendência de crescimento devido a uma maior oferta de serviços e outras atratividades. No entanto, o que é menos comum de encontrar é uma população rural em constante crescimento, fato este impulsionado pela implantação de projetos de assentamento no campo.
O primeiro assentamento do município foi estabelecido em 1991, na localidade de Lagoa das Areias e em 1997 criado mais um assentamento, este na Localidade de Bom Jardim. Nestas duas situações, segundo dados do INCRA, atualizado em 2012, beneficiaram cerca de 56 pessoas/famílias. A partir do ano de 2000, com a implantação de projetos de assentamento nas localidades de Bom Nome (PA Josenilton Alves e PE Colônia Agrícola Paulo Freire), Povoado Maravilha (PAs Primeiro de Maio e Raimundo Monteiro da Silva e PE Colônia Agrícola José Renilson de Menezes), Baixa do Tatu (PA São Raimundo) e União dos Conselheiros com a PA do mesmo nome, de 2001 a 2010, beneficiando mais de 130 pessoas/famílias.
É válido ressaltar que houve mais localidades em que muitas famílias foram beneficiadas com lotes de terra, porém, através do Crédito fundiário do Banco da Terra, que foram os assentamentos de Cajueiro e Chafardona e demais.

Como todos os municípios da região, Monte Alegre de Sergipe possui uma considerável área rural destacando os dois únicos povoados de Maravilha e Lagoa de Roçado, considerados pelo IBGE. Além dos aglomerados rurais e localidades citados acima, podemos destacar Santo Antônio (Taxas), Lagoa da Espora, Lagoa da Entrada, Retiro, Queimada do Boi, Lagoa de Dentro, Lagoa das Varas, Tabuleiro, Uruçu, Couro, Poço do Boi, Salgadinho, Vistoso, Albano, Tanquinhos, Barra Nova, Ladeiras, Usina das Ladeiras, Baixa Verde, Baixa da Coxa, Riacho Grande, Boa Vista, Deserto, Lagoa dos Patos, Jurema e demais. Uma região que merece destaque, já que vem crescendo consideravelmente nos últimos anos é a área do trevo que liga as cidades de Poço Redondo e Porto da Folha, às margens das rodovias estaduais SE 206 e SE 452, respectivamente, onde nota-se um expressivo aglomerado urbano com grande potencial de crescimento, a menos de 2 km da sede municipal.

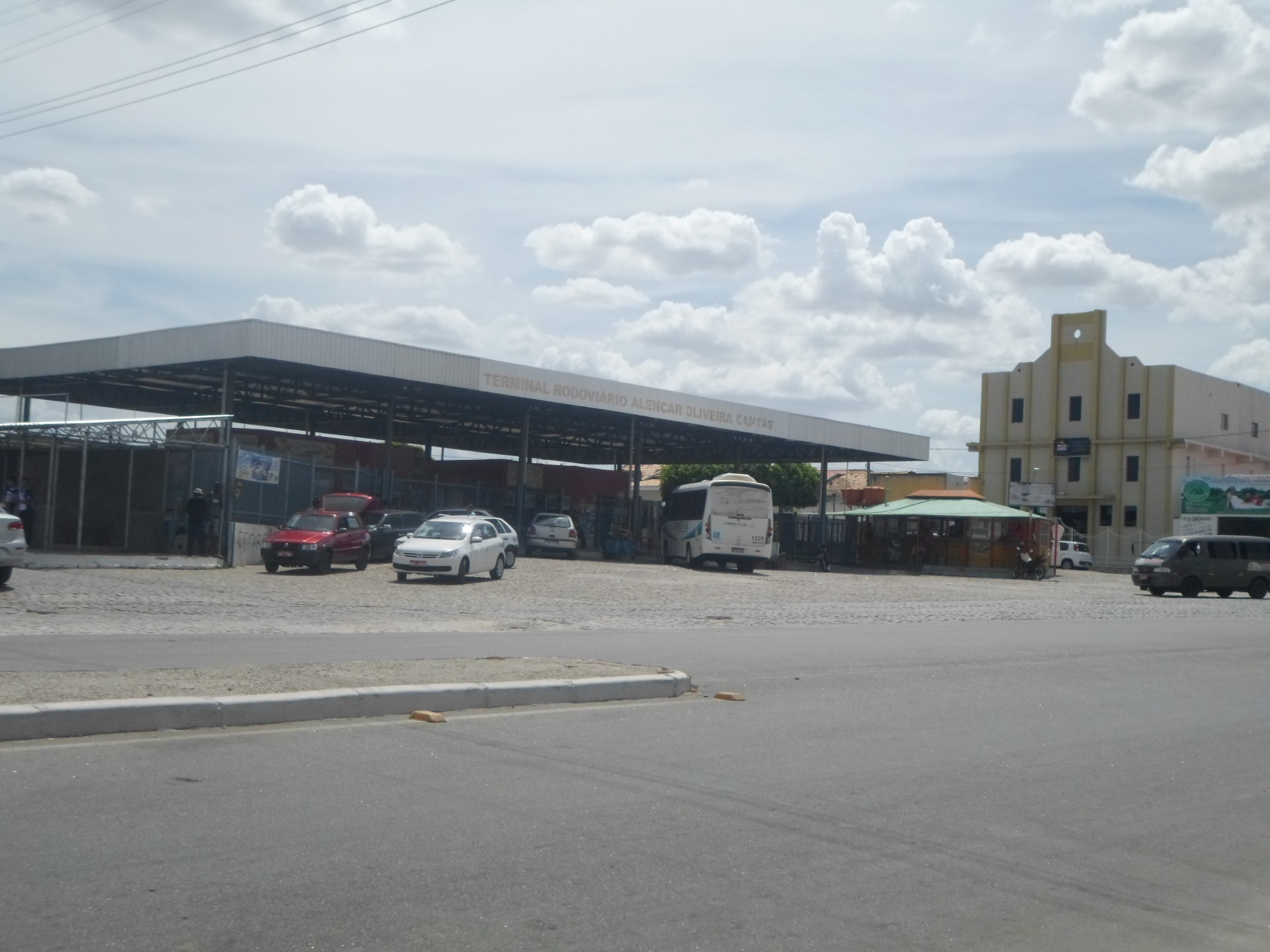
Terminal rodoviário e igreja Assembleia de Deus

Quanto à área urbana, esta agrega as maiores ofertas de serviços: saúde, educação, saneamento, assistência social, etc.. Um grande destaque para a cidade de Monte Alegre de Sergipe é sua feira-livre, antes realizada aos domingos, uma tradição de quase um século, e recentemente mudada para o sábado, fato que gerou muita polêmica entre feirantes, lojistas, autoridades políticas e a população em geral, mas que ainda atrai vários sertanejos do município e de outros circunvizinhos. 

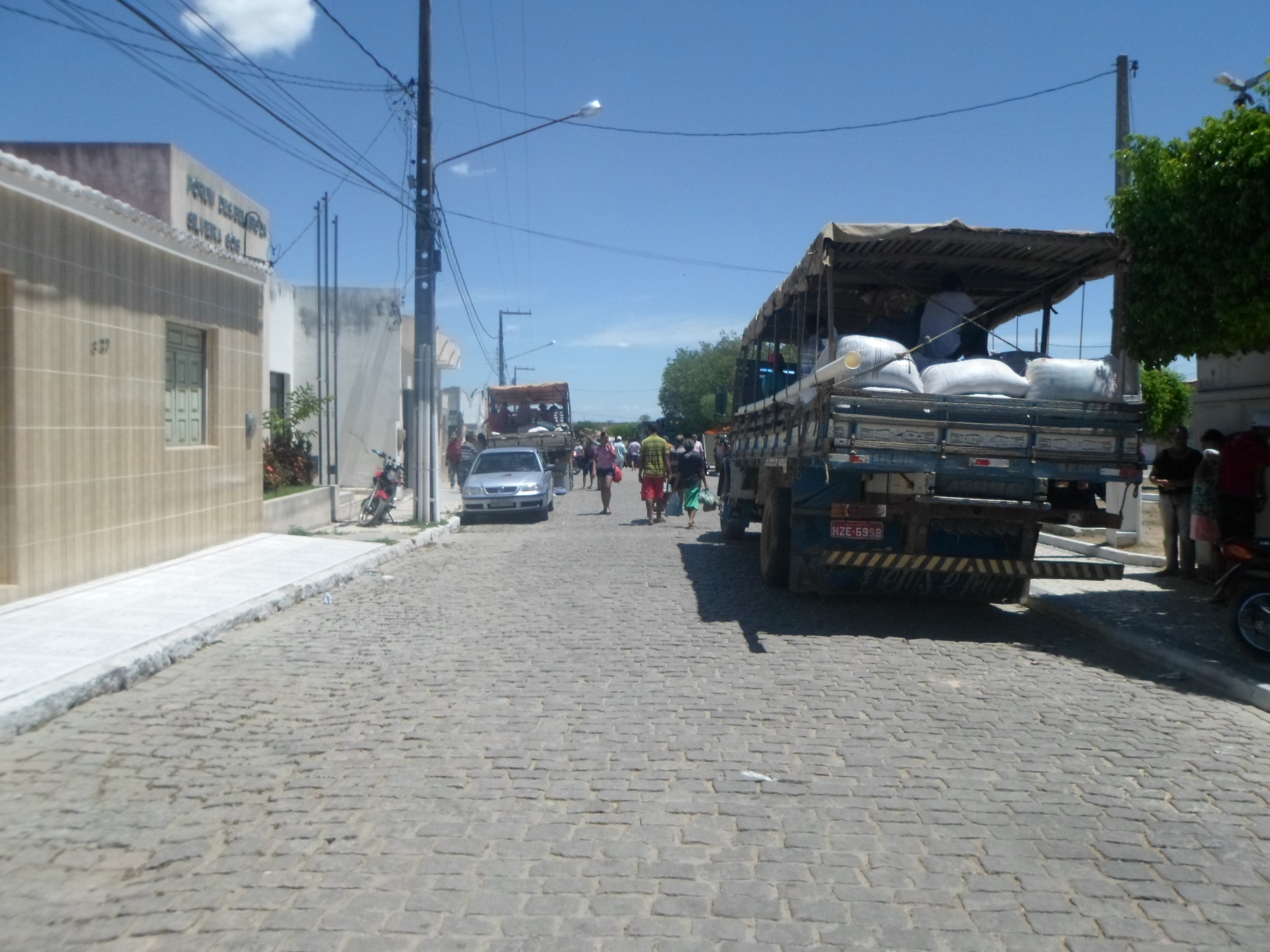
Caminhão como transporte da população rural nos dias de feira livre, em Monte Alegre

 Além de ser um dia de comércio e negócios onde há uma grande relação de proximidade, representa um encontro de amigos e conhecidos e da população rural com a cidade. 

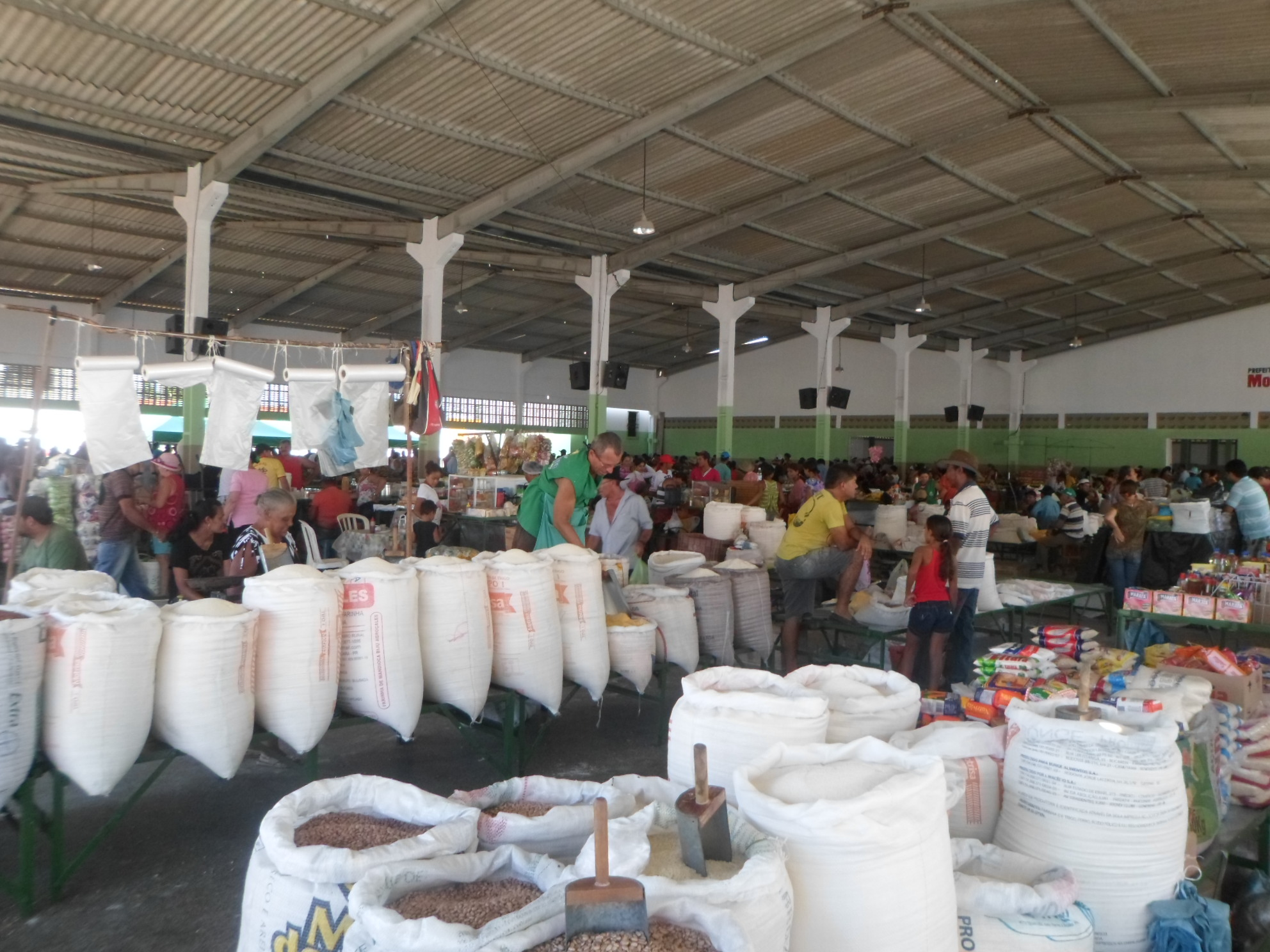
Feira livre de Monte Alegre

## Economia
No tocante à econômica municipal, Monte Alegre de Sergipe tem uma forte ligação com as atividades agropecuárias, com destaque para a criação de gado bovino, tanto para o abate, para o consumo interno, quanto para produção de leite, produção de queijo e criação de suínos, e plantação de milho. Porém, o setor de serviços é majoritário na participação do PIB municipal a preços correntes com 73,4% seguido da agropecuária com 14,3%, o setor de serviços compreende 7,7% e os impostos 4,3%, de um total de R$ 92.775, de acordo com os dados do IBGE, 2012.
Efetivo de rebanhos de Monte Alegre de Sergipe, 2018 (cabeça)
| Bovino | suíno | Equino | Caprino | Ovino | Galináceo |
| ------ | ----- | ------ | ------- | ----- | --------- |
| 21.160 | 2.050 | 720    | 420     | 2.860 | 51.300    |

Na agropecuária, o município possui 21.160 cabeças de gado bovino como mostra a tabela acima sendo que 6.350 cabeças são de vacas ordenhadas produzindo 19.283 milhões de litros de leite ao ano (2018) sendo o sexto maior produtor do estado, superado apenas por outros cinco municípios sergipanos, todos eles maiores em área e em população rural, segundo dados da pecuária municipal de 2016.
Na lavoura são produzidas 530 toneladas de feijão e 11 mil toneladas de milho.

Algo que vem crescendo na agricultura municipal é a inserção da tecnologia, tanto por parte de maquinário no plantio e colheita principalmente do milho como também da manipulação genética deste grão onde os agricultores, principalmente aqueles que produzem em maior escala, adquirem pacotes tecnológicos os quais as sementes híbridas e/ou transgênicas são fortemente utilizadas. 

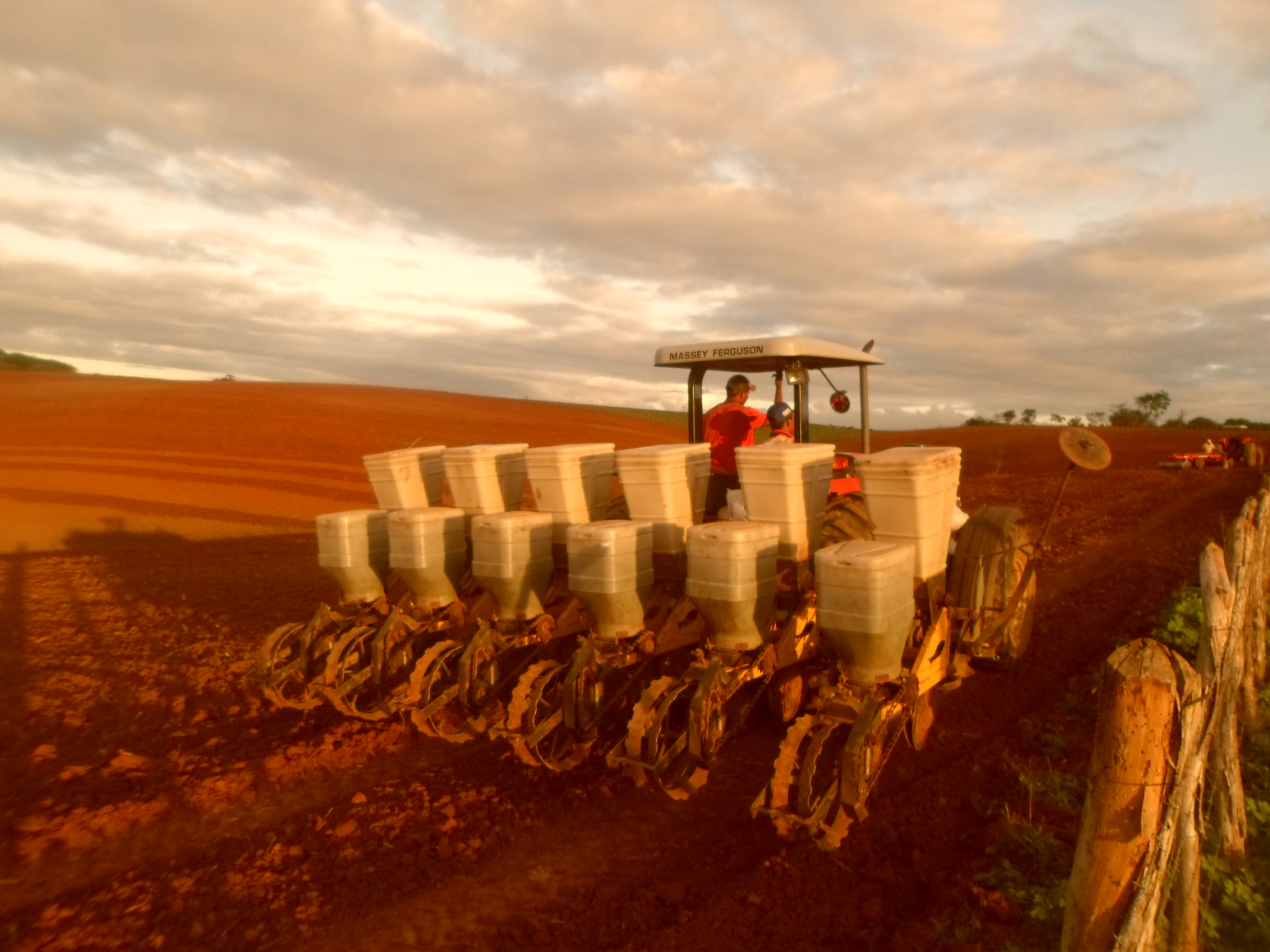
Plantadeira e trator arado utilizados no cultivo do milho em Monte Alegre de Sergipe

## Cultura, festas e Religiosidade
Apesar de ser um município com pouco mais de meio século de fundação, concentra uma população que esteve e está intimamente vinculada ao modo de vida rural e que ainda resistem com seus mitos e crenças onde resgatam a vida no campo, como a lenda da Caipora, da Mãe d'água, do fogo-corredor, etc.. Contudo, uma crença que marca a história do município é a história do lobisomem de Monte Alegre, que seria um homem do nome de João Valentim, muito conhecido na região, e que a população da época e de todas as redondezas muito temia.
As festas juninas no município, conhecido como Forró Alegre, que acontece na segunda metade do mês de junho, são bastante tradicionais e atraem pessoas de vários municípios do estado e outras regiões e que infelizmente houve interrupções em alguns anos. Problemas financeiros da administração local e/ou climáticos que atingiram a região são as possíveis causas da não realização da festividade. Outras comemorações bastante importantes são a do Padroeiro -Sagrado Coração de Jesus - no final do mês de maio até o início de junho além de outras festas nas Igrejas Evangélicas como o Congresso da UMADEMA, da Assembleia de Deus e o Forró da Rua Pão de Açúcar.
Além das festividades, na região preserva a famosa "pega de boi no mato", muito presente nos povoados e localidades rurais, a corrida de argola, corrida de cachorro, etc..